# ريتشارد نيولاند
ريتشارد نيولاند (بالإنجليزية: Richard Newland)‏ (1713 في المملكة المتحدة - 1778) هو لاعب كريكت بريطاني (وحمل سابقاً جنسية مملكة بريطانيا العظمى). لعب مع Slindon Cricket Club ‏.

## وصلات خارجية
- ريتشارد نيولاند على موقع إي آس بي آن كريك إنفو (الإنجليزية)